# カナワク
カナワク（Kahnawake）は、カナダのケベック州のモントリオール近郊にある先住民のモホーク族のインディアン居留地。他の先住民居留区と共にイロコイ連邦を構成している。

## 概要

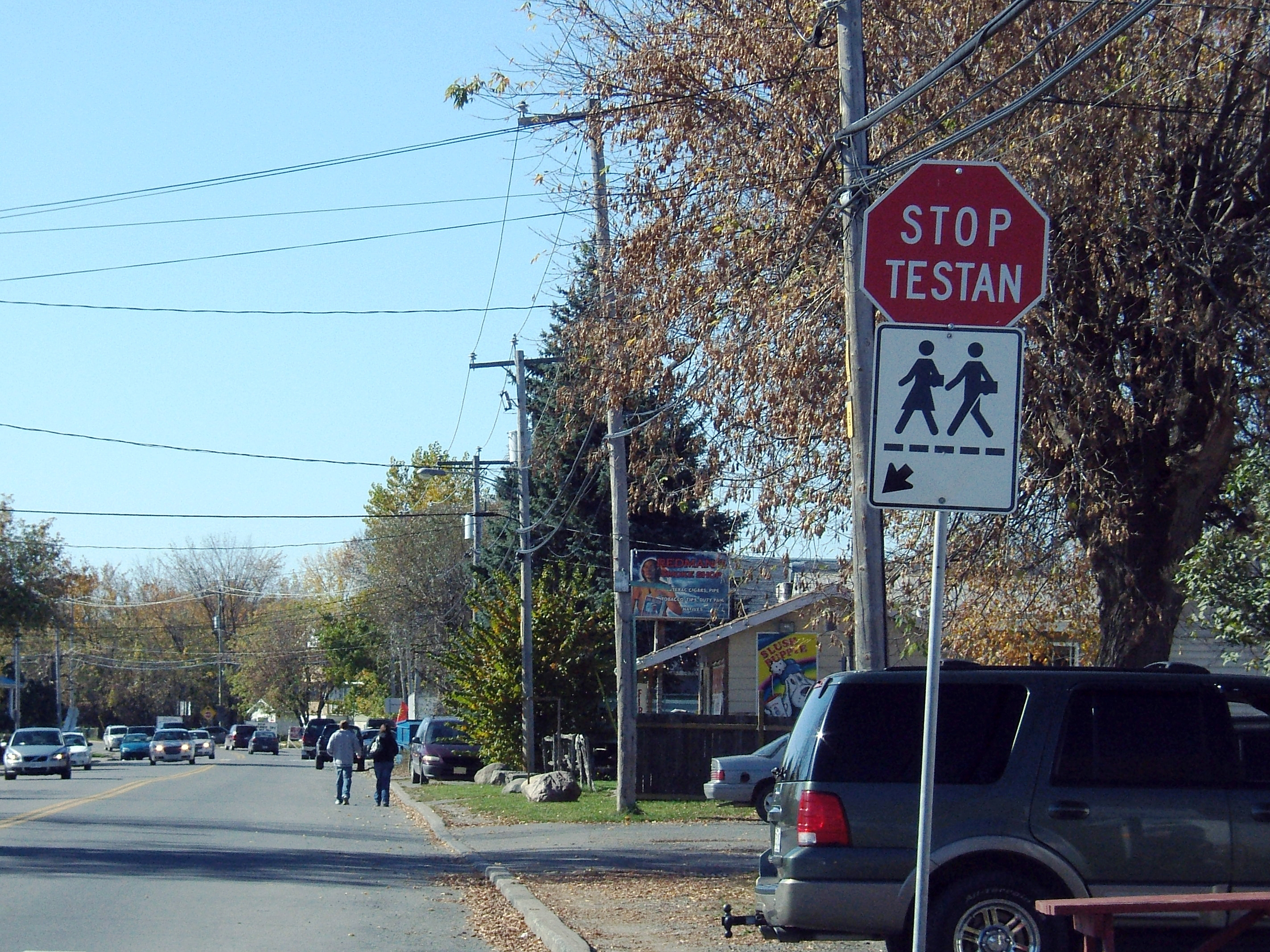
モホーク語の標識

モントリオールからはセントローレンス川を挟んだ南岸にあり、西側をシャトゲに隣接している。居留区の面積は48.05 km2でインディアン法に基づきケベック州の管轄が及んでおらず、独自の自治権を持っている。インディアン居留区No. 14とも表示される。カジノ産業が盛んにおこなわれている。また、酒税がかからない。先住民の権利を巡ってはしばしば、連邦政府、州政府と対立関係にあり、1990年のオカの危機の時にはカナワクとモントリオール島を結ぶ橋を閉鎖した。

## 人口動態
2015年の人口は7,989人でカナダの先住民居留区の中ではグランド川のシックスネーションズ、アクウェサス、カイナイ国に次いで4番目に多くなっている。人口は居留区外を含めると9000人に及ぶとの調査もある。多くの住民は長年の時を経てヨーロッパ人との混血が進んでいるがモホーク族としてのアイデンティティが強い。
モホーク族の間では伝統的にイロコイ語族のモホーク語が話されてきたが、アメリカ独立戦争時やカナダの英仏戦争時にイギリス側に立って協力した経緯からケベック州の公用語のフランス語ではなく英語を主に使っている。ケベック州で制定されているフランス語憲章が適用されていないため、ケベック州内では英語の看板・標識・広告であふれている唯一の地域である。同時に道路標識等にはモホーク語も併記されている。

## 交通
居留区内をRTM（Réseau de transport métropolitain）によって運営される郊外列車のカディアク線が通っているが駅は設置されていない。カナワクは駅の設置を要望している。